# Засоби масової інформації Гвінеї-Бісау
Засоби масової інформації Гвінеї-Бісау включають друковані видання, радіо, телебачення та Інтернет. «Національна рада з питань соціальних комунікацій» регулює діяльність преси. Державне Національне радіо Гвінеї-Бісау розпочало своє мовлення у 1973 році, а телебачення Гвінеї-Бісау — у 1987 році.

## Радіо
- Національне радіо Гвінеї-Бісау
- «Радіо Бафата»[1]
- «Радіо Бомболом»[1]
- «Радіо Джовем»[1]
- «Радіо Мавеґро»[1]
- «Радіо Національ»[1]
- «Радіо Пінджіґвіті»[1]
- «Радіо Сінтча Око»[1]
- «Радіо Соль Мансі»[2]

## Телебачення
- Телебачення Гвінеї-Бісау[3]
- РТП Африка[3]
- ТБ Клеле (з 2013)[2]